# Chagarcía Medianero
Chagarcía Medianero là một đô thị ở tỉnh Salamanca, phía tây Tây Ban Nha, cộng đồng tự trị Castile-Leon. Đô thị này có cự ly 50 kilômét so với thành phố tỉnh lỵ Salamanca và có dân số 130 người. Đô thị này có diện tích 14,71 km².
Đô thị này nằm ở khu vực có độ cao 1041 mét trên mực nước biển.
Mã số bưu chính là 37861.
Đã đưa tham số không hợp lệ vào hàm {{#coordinates:}}